# Линия Никко
Линия Никко (яп. 日光線 никко: сэн) — железнодорожная линия японского железнодорожного оператора East Japan Railway Company, расположенная в префектуре Тотиги. Линия тянется от станции Уцуномия до станции Никко. Станция Никко расположена в непосредственной близости от станции Тобу-Никко компании Tobu Railway.

## История
- 1 июня, 1890: Открыта линия компании Nippon Railway от станции Уцуномия до станции Имаити.
- 11 августа, 1890: Линия продлена до Никко.
- 11 ноября, 1906: Компания Nippon Railway национализирована.
- 22 сентября, 1959: Линия полностью электрифицирована.
- 1 февраля, 1984: Приостановлена перевозка грузов по линии.
- 1 апреля, 1987: Линия переходит к компании JR East. Грузовое сообщение восстановлено компанией JR Freight.
- 15 марта, 2008: Турникеты принимающие бесконтактные карты оплаты Suica установлены на всех станциях.

## Станции
| Станция        | Японское название | Расстояние (км) | Расстояние (км) | Пересадки                                                                              | Расположение | Расположение |
| Станция        | Японское название | Между станциями | Всего           | Пересадки                                                                              | Расположение | Расположение |
| -------------- | ----------------- | --------------- | --------------- | -------------------------------------------------------------------------------------- | ------------ | ------------ |
| Уцуномия       | 宇都宮            | -               | 0.0             | Тохоку-синкансэн, Акита-синкансэн, Линия Тохоку (Линия Уцуномия), Линия Сёнан-Синдзюку | Уцуномия     | Тотиги       |
| Цурута         | 鶴田              | 4.8             | 4.8             |                                                                                        | Уцуномия     | Тотиги       |
| Канума         | 鹿沼              | 9.5             | 14.3            |                                                                                        | Канума       | Тотиги       |
| Фубасами       | 文挟              | 8.1             | 22.4            |                                                                                        | Никко        | Тотиги       |
| Симоцукэ-Осава | 下野大沢          | 5.8             | 28.2            |                                                                                        | Никко        | Тотиги       |
| Имаити         | 今市              | 5.7             | 33.9            |                                                                                        | Никко        | Тотиги       |
| Никко          | 日光              | 6.6             | 40.5            | Tobu Railway:Линия Никко (Тобу-Никко)                                                  | Никко        | Тотиги       |